# Comté du Maine
Pour les articles homonymes, voir Maine.
IXe siecle – 1790
Entités précédentes :
- Comté du Maine

Entités suivantes :
- Royaume de France (Sarthe)

Le comté du Maine constitue  à partir du XVe siècle un gouvernement distinct du comté de Laval et du Perche. En 1790, il a donné naissance en partie au département de la Sarthe. Sa capitale était la ville du Mans. Le Maine fut par la suite un duché.
Il est à distinguer de la province du Maine.

## Origine
Le comté du Maine apparaît au IXe siècle, à l'époque carolingienne. Il occupe une position stratégique, puisqu'il se trouve sur la frontière de la Bretagne, de la Normandie et de l'Anjou. Il sert donc d'État tampon jusqu'à la fin du Moyen Âge et connaît plusieurs guerres liées aux Capétiens et aux Plantagenêts. Il est rattaché au domaine royal en 1204 puis est disloqué en 1790 lors de la création des départements.

### Haut Moyen Âge

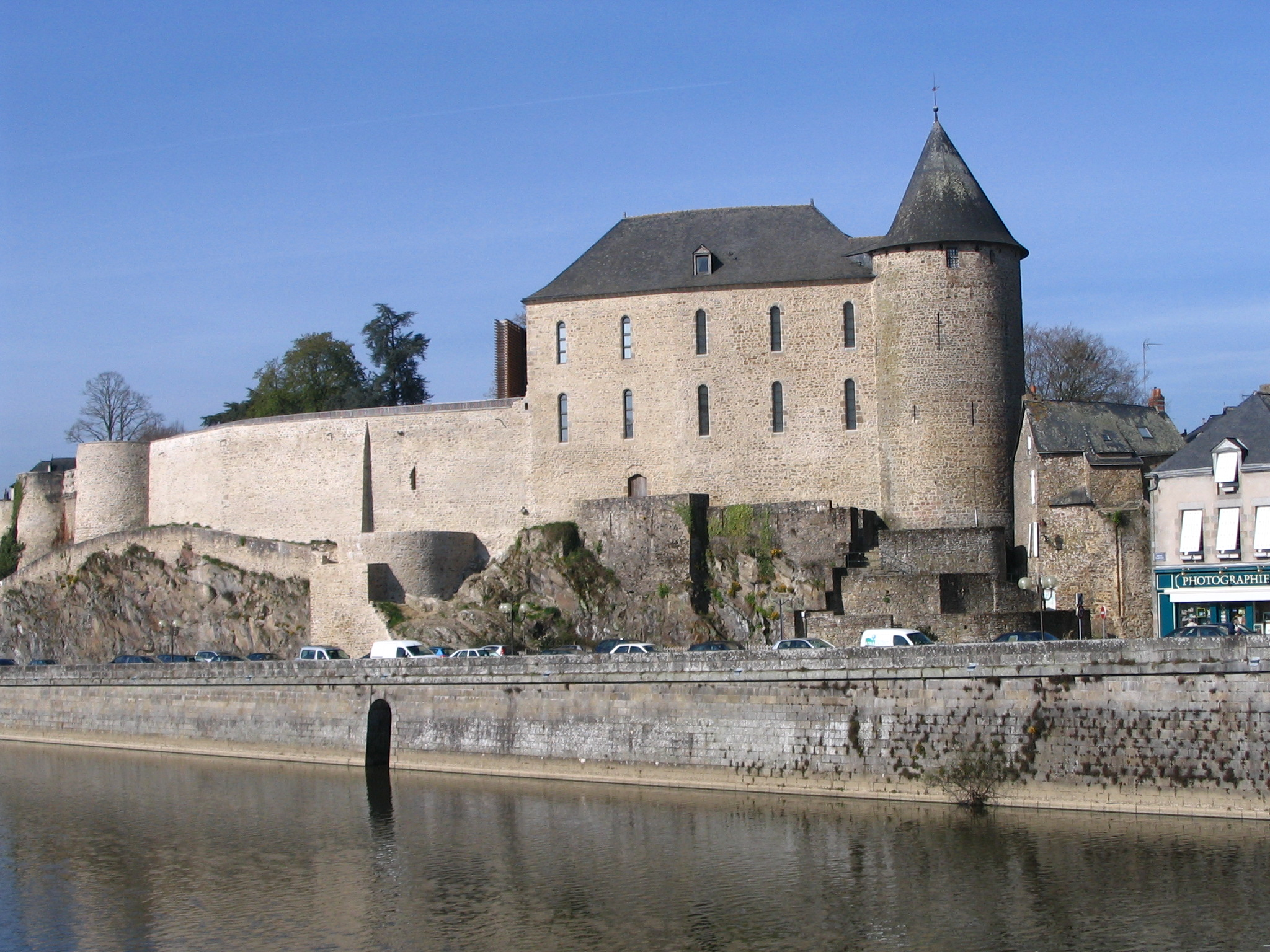
Le château de Mayenne, fondé par les Carolingiens.

Pendant les invasions barbares, l'autorité romaine s'affaiblit et des révoltes éclatent régulièrement contre la pression fiscale. Noviodunum périclite et perd son statut de chef-lieu des Diablintes au Ve siècle. Son territoire est rattaché à celui des Cénomans, dont la capitale était Le Mans. Cette annexion est le premier acte fondateur du Maine. Noviodunum demeure toutefois occupée jusqu'à l'époque carolingienne, puis disparaît totalement après 900, lors de la naissance de la ville de Mayenne.
Les Francs s'installent durablement dans la région au Ve siècle où ils cohabitent avec les Gallo-Romains avant d'être assimilés. Au même moment, l'Armorique connaît une importante immigration de Bretons, venus de Grande-Bretagne. Ceux-ci établissent des petits royaumes ennemis des Francs. Les guerres entre Francs et Bretons sont d'ailleurs fréquentes entre le VIe et le IXe siècle, et le Maine est soumis à plusieurs attaques bretonnes. Pour sécuriser leur frontière, les Francs mettent en place la marche de Bretagne, une zone tampon comprenant plusieurs forteresses et qui s'étale du Poitou à la Normandie.
Le gendre de Charlemagne, Rorgon (ou Roricon) Ier, est attesté comte du Maine en 833 et 839. Dans la seconde moitié du IXe siècle, le comté prend une importance stratégique en raison des incursions normandes et bretonnes. Le fils de Rorgon, Gauzfrid, comte du Maine, combat le roi des Bretons Salomon et participe à la bataille de Brissarthe (866) contre les Normands, aux côtés de Robert le Fort.
Parallèlement, aux VIIIe et IXe siècles, il existe un duché du Mans (ducatus Cenomannicus) qui sert d'apanage pour plusieurs princes carolingiens et s’intègre dans le comté du Maine. Apparemment, ce duché est une sorte de marche, regroupant peut-être plusieurs comtés dont celui du Maine. Il s'étend en Basse-Normandie, jusqu'à la Seine. En 748, le maire du palais Pépin le Bref donne ce duché à son demi-frère Griffon. En 790, Charlemagne fait de même en faveur de son fils Charles le Jeune, avec le titre de roi. Le futur Charles le Chauve et le jeune Louis le Bègue sont aussi duc du Mans grâce à leur père. Au plus fort des invasions scandinaves, un certain Ragenold, mort en 885, est connu avec ce titre (Ragnoldus dux Cinnomanicus). Vers 895, le comté du Maine est arraché aux Rorgonides par Roger, gendre de Charles le Chauve et allié des Robertiens.

### Une principauté tampon entre Normandie et Anjou

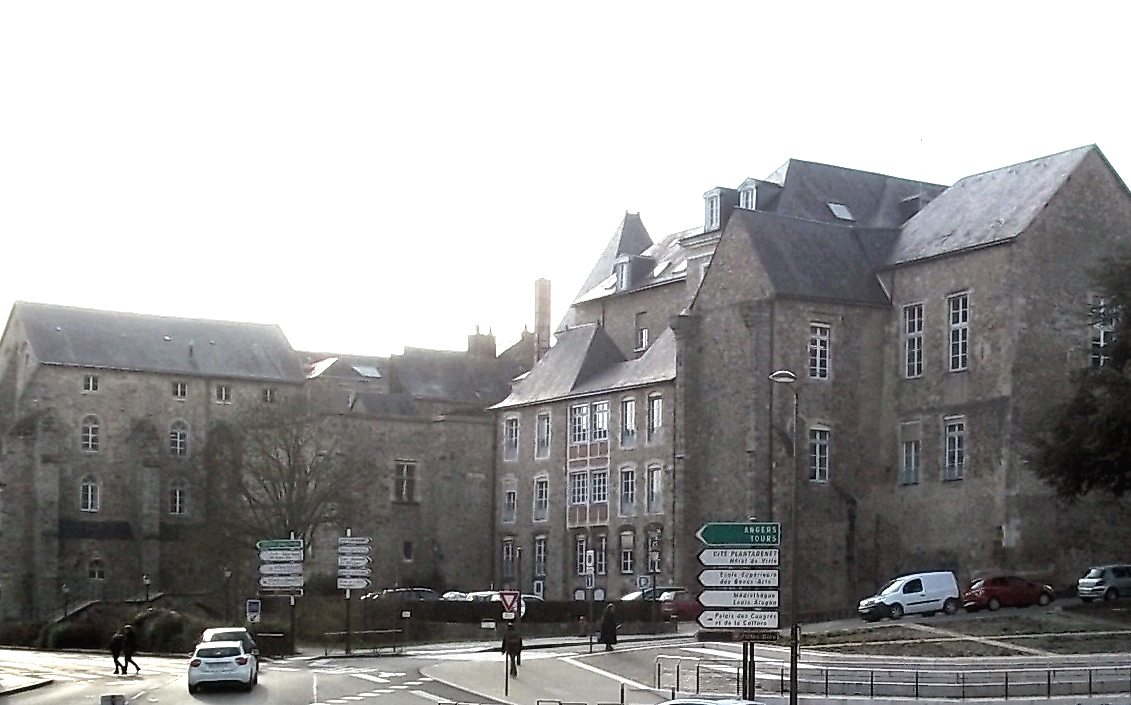
Le palais des comtes du Maine.

Le roi Raoul Ier aurait donné le comté en 924 au duc de Normandie Rollon.
À côté de la famille comtale, plusieurs dynasties locales apparaissent vers l'an mil. En effet, les comtes offrent des terres et des points stratégiques à de nouveaux seigneurs. De nombreux châteaux forts sont construits, notamment ceux de Laval, Sillé-le-Guillaume, Lassay, Château-Gontier et Sainte-Suzanne. Au même moment, des abbayes sont fondées par des religieux locaux, mais parfois aussi venus d'Aquitaine et d'Auvergne. Les plus grandes abbayes de l'époque sont celles de la Roë, celle d'Étival, celle d'Évron et celle de Solesmes. Les moines défrichent de vastes étendues forestières et permettent un essor agricole. Au XIIe siècle, d'autres abbayes sont fondées par des membres de la famille comtale, comme celle de l'Épau.

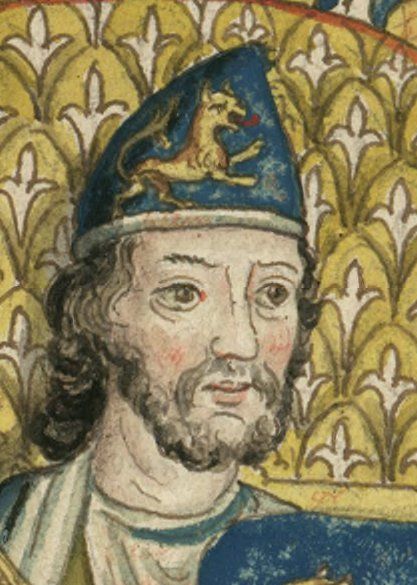
Geoffroy Plantagenêt.

Au XIe siècle, le comté du Maine est un enjeu entre les deux puissances montantes de l'époque : le comté d'Anjou et le duché de Normandie. Hugues III doit reconnaître la suzeraineté du comte Foulque III d'Anjou mais sans enfant, Herbert II est forcé de désigner dans son testament Guillaume le Conquérant comme son successeur. En 1063, ce dernier s'empare du Maine avec le siège et la prise du château de Mayenne, malgré l'opposition de plusieurs seigneurs (Hubert de Sainte-Suzanne, Geoffroy II de Mayenne). Son fils Robert Courteheuse est marié avec Marguerite du Maine († 1063), sœur d'Herbert II du Maine et devient, nominalement, comte du Maine après la mort de sa femme. Mais c'est Guillaume le Conquérant qui contrôle le territoire. Une dynastie vicomtale existait à la même époque au Mans.

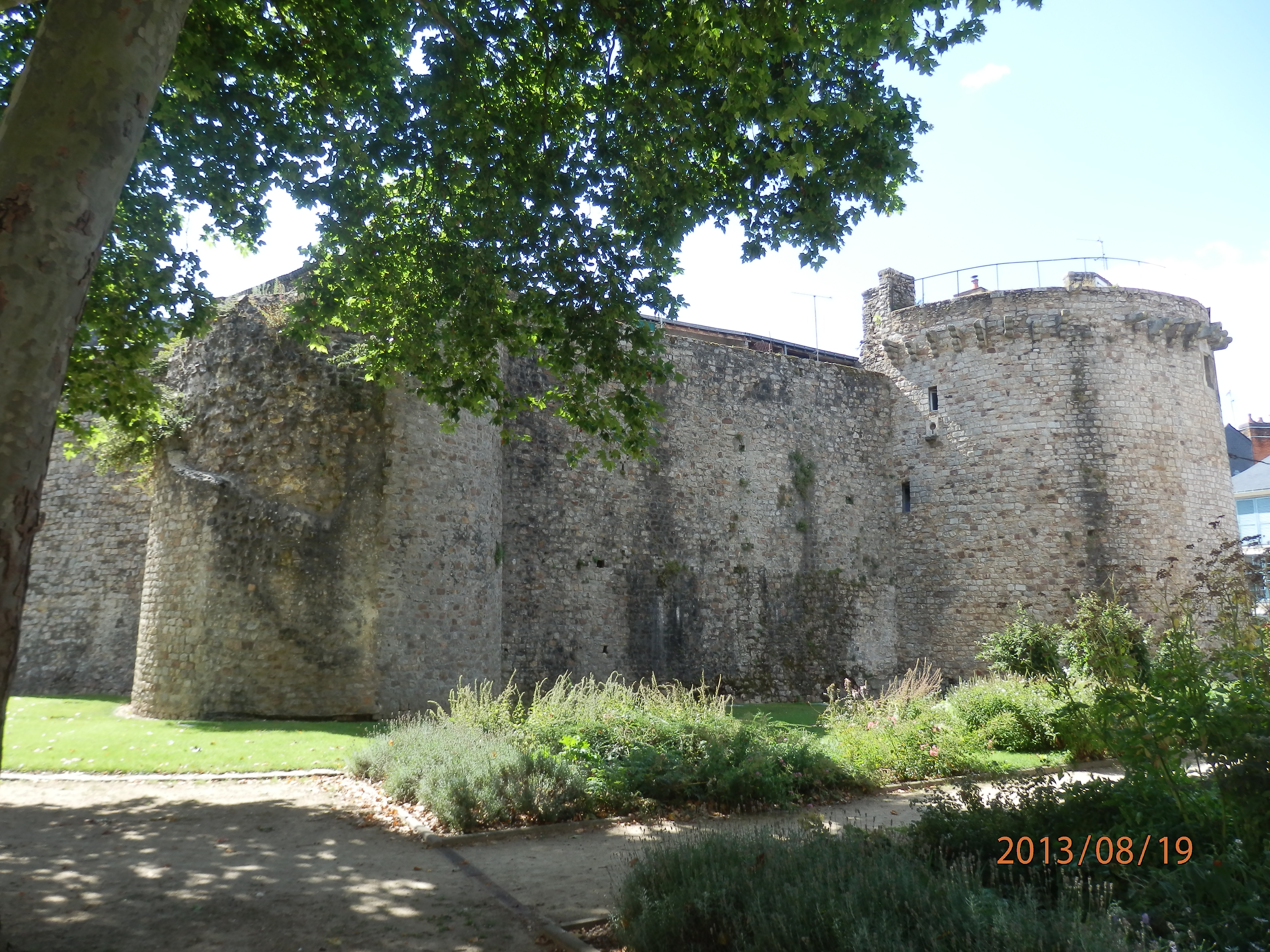
Château du Mans (XVe siècle).

Les Normands tiennent difficilement le Maine. Ils se heurtent à l'opposition des barons locaux comme Geoffroy II de Mayenne et à l'influence du comte d'Anjou Foulque le Réchin. En 1070, les Normands sont chassés par une révolte qui porte au pouvoir Azzo d'Este, le mari de Gersende du Maine, fille de Herbert Ier du Maine. Ils reviennent temporairement dans la capitale en 1073, en 1088, en 1098 et 1099. Élie de Beaugency, le neveu de Gersende du Maine, finit par s'imposer comme comte. Sa fille épouse le comte Foulque V d'Anjou qui récupère le Maine en 1110 à la mort d'Élie. Henri Beauclerc accepte de le reconnaître comte du Maine en contrepartie de la reconnaissance de la suzeraineté de la Normandie sur le Maine. Foulque V transmet le comté à son fils Geoffroy Plantagenêt. À la mort de Geoffroy, en 1151, son fils Henri déjà duc de Normandie depuis 1150, réunit enfin les trois régions.
Du XIIe au XIIIe siècle, l'économie du Maine se développe et des villes comme Le Mans et Laval croissent de façon rapide.

## Rattachement au domaine royal

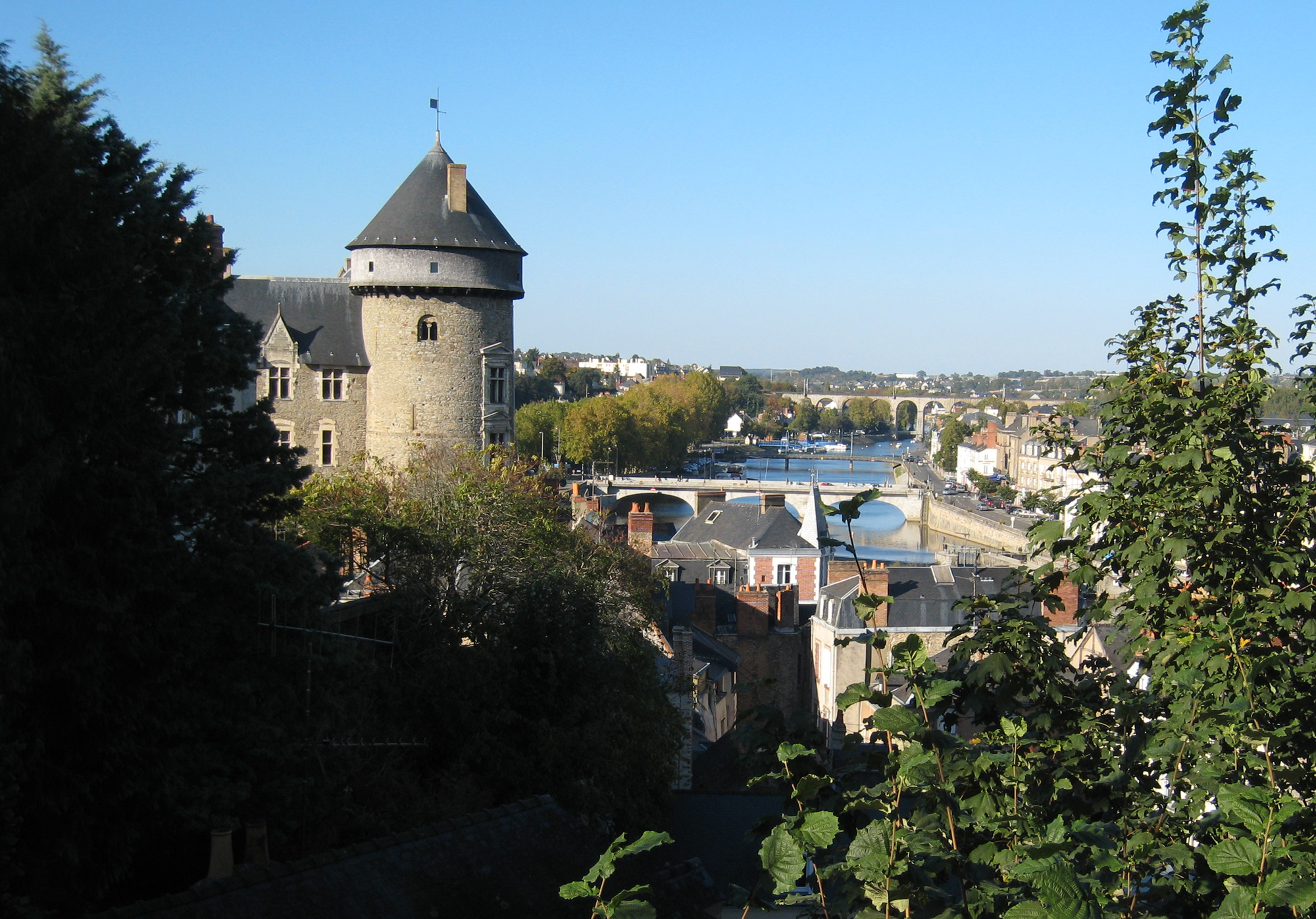
Vue sur le château de Laval et la Mayenne.

En 1204, le roi Philippe Auguste s'attaque à l'Empire Plantagenêt dirigé par Jean sans Terre. Le duché de Normandie est pris tandis que le sénéchal Guillaume des Roches s'empare pour le compte du roi de France de l'Anjou, de la Touraine et du Maine. Le Maine est définitivement rattaché au domaine royal en 1328, lorsque Philippe de Valois, comte du Maine et d'Anjou, devient roi de France. En 1331, il est érigé en comté-pairie.

### Rivalité avec les seigneurs puis comtes de Laval
Le baron de Laval devait au comte du Maine huit chevaliers d'ost pour le besoin de la commune. La cité de Laval est évoquée dès le XIe siècle. Laval, baronnie ancienne et d'une grande étendue, possédait la particularité d'appartenir à la Bretagne et à la province du Maine. Détachée de la lignée des Montmorency, la famille de Laval siégeait aux états de Bretagne. Pour l'Art de vérifier les dates, le jour même de la cérémonie de son sacre (17 juillet 1429), Charles VII, dans un conseil nombreux qu'il tint, érigea la baronnie de Laval en comté, relevant nûment du roi, par lettres qui furent vérifiées au parlement le 17 mai 1431.
L'érection de Laval en comté prenant son indépendance sur le comté du Maine, n'avait pas été vue avec plaisir par Charles d'Anjou, comte du Maine. Le comte de Laval eut à lutter pour se mettre en possession des droits et des prérogatives qui ressortaient de la concession royale.
L'histoire représente partout les comtes de Laval aux côtés des anciens pairs, des princes et du roi même. Ainsi par exemple, l'assiette de l'assemblée tenue à Vendôme pour la décision du procès du Duc d'Alençon en 1458 met au même niveau le comte du Maine, et le comte de Laval.
Charles d'Anjou, comte du Maine, pour conserver l'hommage et la supériorité sur la seigneurie de Laval, s'opposa à cette érection, disant, que le roi n'avait pu faire de son vassal un comte en pareille dignité que lui.
Un arrêt du parlement séant à Poitiers, porte que la dame de Laval et son fils aîné Guy XIV, jouiraient des titres et honneurs qui lui avaient été accordés, sauf des droits du comte du Maine. Louis XI, par lettres expresses du 19 novembre 1467, confirma au comte et à ses successeurs les prérogatives accordées par le roi, son père. En 1467, par lettres du 19 novembre, pour l'égaler aux princes du sang, il accorda au comte de Laval le privilège de précéder le chancelier et les prélats du Royaume, comme il l'avait accordé aux comtes d'Armagnac, de Foix et de Vendôme.

## Guerre de Cent Ans et guerres de Religion

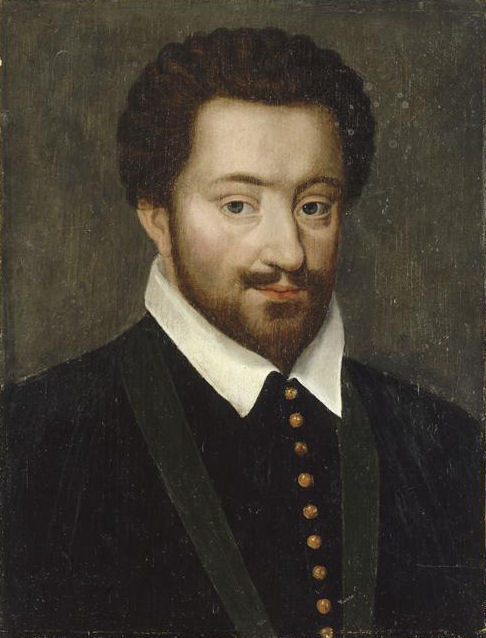
Charles de Mayenne.

Après la bataille de Verneuil en 1424, les Anglais occupent le Maine, et Jean de Lancastre en prend le titre comtal. Les Anglais n'abandonnent le Mans qu'en 1448 et Fresnay en 1449.

## Séparation du Maine et de l'Anjou

### Après la Grande charte de distraction (1481)
À la mort de Charles V d'Anjou, comte du Maine, dernier de la maison d'Anjou, le comté du Maine retourne à la couronne par la loi d'apanage. Après la Bourgogne, ce dernier rattache ainsi un nouvel apanage, le comté du Maine à la couronne de France.
Louis XI acheva ce que son prédécesseur avait commencé, en prononçant la distraction entière et la séparation absolue du comté de Laval. Il ajouta par lettres de janvier 1481 données à Thouars (v. st.), celle de distraire le comté de Laval du comté du Maine pour être dans la mouvance immédiate de la couronne, avec pouvoir de nommer à tous les offices royaux qui se trouvaient dans son district. Il y fut ajouté l'attribution de la connaissance des appellations du sénéchal de Laval au parlement de Paris.
Par cette charte appelée la Grande Charte de distraction, le comté de Laval fut à l'avenir, et perpétuellement, tenu et mouvant nûment à foi et hommage lige du roi, à cause de sa couronne, et non à cause de son comté du Maine. La ville chef-lieu eut un bailliage distinct, rapporté ainsi sur les rôles du parlement, Anjou, Maine, Laval, Perche, etc. Le juge de ce siège pouvait se qualifier de bailli et sénéchal de Laval.
En 1480, afin qu'il ne restât plus aucune juridiction aux juges du Maine, Louis XI établit à Laval une élection, un grenier à sel, et un juge des exempts et des cas royaux ; en 1482, ce prince donna aux seigneurs comtes de Laval la nomination aux offices royaux.
Le roi Charles VIII, fils et successeur de Louis XI :
- par lettres données en mars 1483 détermina les paroisses qui devaient composer la nouvelle élection[12] ;
- confirma, par trois[13] lettres patentes[14] données à Blois, au mois de novembre 1483, toutes les grâces que la maison de Laval avait obtenues de son père.

Louis XII et François Ier, par diverses lettres, confirmèrent aux seigneurs comtes de Laval les droits et prérogatives que leurs prédécesseurs avaient concédés :
- Le roi Louis XII par ses patentes du mois de juin 1498 confirma au comte de Laval et à ses successeurs « le droict, faculté et authorite de nommer et présenter aux Offices Royaux estans audit comté de Laval toutesfois et quantes que vacation y escherra par mort, forfaiture (declaration prealablement faite) ou par resignation… »
- Le roi François Ier confirma tous ces privilèges en général suivant les lettres de ses prédécesseurs qui furent attachées sous le contre-sel de ses patentes du mois de mars 1514.

### Distraction confirmée
En 1531, à la suite du décès de Guy XVI, la minorité de Guy XVII de Laval avait paru aux seigneurs de la sénéchaussée du Maine favorable pour tenter de mettre à néant ce que Charles VII, Louis XI, Charles VIII et Louis XII avaient successivement établi et maintenu malgré eux. Ils pensaient s'en prévaloir sous le prétexte que le Roi avait réuni à sa couronne les terres et domaines qui avaient été aliénés de son temps, et de celui de ses prédécesseurs. François Ier, auquel recoururent les tuteurs du jeune comte, dut le confirmer à son tour.
Via une déclaration du 7 juin 1531, il confirme encore une fois les privilèges du comté de Laval et sa distraction de celui du Maine.

### Indépendance juridictionnelle du comté de Laval
Les juges, sénéchaux, et autres officiers du comté du Maine supportèrent mal la perte de leur juridiction sur le comté de Laval, devenu indépendant. Pendant plusieurs années, chaque occasion est prise pour remettre en cause la charte de distraction.

## Réunion temporaire avec le comté de Laval (1561-1619)
(20 janvier 2018).
Guyonne de Laval mourut en 1567, on fit un procès à sa mémoire, et par le 19 décembre 1569, elle fut déclarée criminelle de lèse-majesté au premier chef : le comté de Laval réuni à la couronne, et ses autres biens confisqués.
On supprime alors dans une déclaration portant suppression du siège des exempts et cas royaux, qui sont réunis à la justice ordinaire. Pour l'exercice de laquelle le Roi créa de nouveaux officiers : « A la charge toutefois de l'appel devant les Presidiaux establis au Mans és cas de l'Edict des Presidiaux, et en tous autres cas en nostre Cour de Parlement à Paris… » On soumet ces tribunaux à l'appel devant le présidial du Mans « ès cas de l'édit des présidiaux ». Ce point montre qu'il n'en avait pas été ainsi jusqu'ici.
1561 marque la minorité de Guy XX de Laval. 1567 marque la date d'une réunion temporaire du comté de Laval au comté du Maine. Le comté de Laval est rendu aux héritiers de Guyonne de Rieux en conséquence de l'édit de Pacification du mois d'août 1570.
En 1576 et 1577, les états généraux sont assemblés à Blois : il y eut à nouveau une nouvelle contestation entre les députés du comté de Laval, et ceux du comté du Maine. Le Conseil du Roi en prit connaissance, et ordonna que les députés du comté de Laval mettraient leurs cahiers « és mains des Deputez du Mayne ». À la suite de quoi le sénéchal du mail[Quoi ?] donna commission pour lever sur les nobles de comté de Laval la somme de 600 livres pour les frais du député de la noblesse du Maine.
Pendant les minorités de Guy XX de Laval et de Guy XXI de Laval, et à la faveur des confusions qui régnèrent pendant la Ligue dans tout le Royaume, les officiers du Mans recommencèrent leurs entreprises : ils usurpèrent la connaissance des cas royaux, les principaux officiers du présidial comme le président, le grand prévôt étaient originaires de Laval, d'autres y avaient pris alliance, comme avaient fait plusieurs avocats des plus célèbres, quelques-uns des juges, et des avocats de Laval avaient aussi pris alliance au Mans.

## Rappel de la distraction
Charlotte de Nassau, qui était encore tutrice du Duc de La Trémoille son fils, estima qu'il était à propos de commencer le rétablissement de tous les privilèges par celui de nommer aux offices royaux comme le plus important, et auquel le roi pouvait prendre plus d'intérêt. Elle poursuit donc au Conseil d'État maître Pierre Noury pour rapporter les provisions qu'il avait obtenues de la charge de juge des exempts et des cas royaux sans sa nomination. Elle fait alors consacrer par lettres patentes du 9 avril 1619 le droit qu'il avait de nommer aux offices royaux, où il est reconnu que les comtes de Laval n'avaient point joui de ce droit depuis l'année 1561 à cause des troubles et de leurs minorités. Pendant la minorité de Guy XX de Laval et d'Henri III de La Trémoille, des usages préjudiciables s'étaient introduits.
Henri III de La Trémoille parvient à obtenir confirmation définitive des privilèges que lui confère la distraction du comté de Laval. Un arrêt du parlement de 1627 rend au juge de Laval la connaissance des cas royaux et fait défense aux officiers du Mans de le troubler.
Les lettres du roi déclarèrent en 1644 que le comté de Laval n'avait jamais dû être assujetti à ressortir du Mans « ès cas présidiaux » qu'en érigeant en 1639 un présidial nouveau à Château-Gontier et en y faisant porter les causes, tant de Laval que de Villiers-Charlemagne et de la Champagne-Hommet, on avait changé le ressort et porté dommage au comte de Laval ; qu'en conséquence ledit comte jouirait pleinement désormais des droits octroyés en 1429 et 1481, nonobstant les créations des sièges présidiaux du Mans et de Château-Gontier et que les appels des jugements rendus à Laval seraient portés directement devant le Parlement de Paris.

## Disparition
À la suite de l'Assemblée constituante lors de la Révolution française, le comté du Maine n'existe plus : Le Mans devient le chef-lieu d'un département, composé de l'ancien comté et d'une partie de l'Anjou.

## Organisation administrative sous l'Ancien Régime

### Moyen Âge

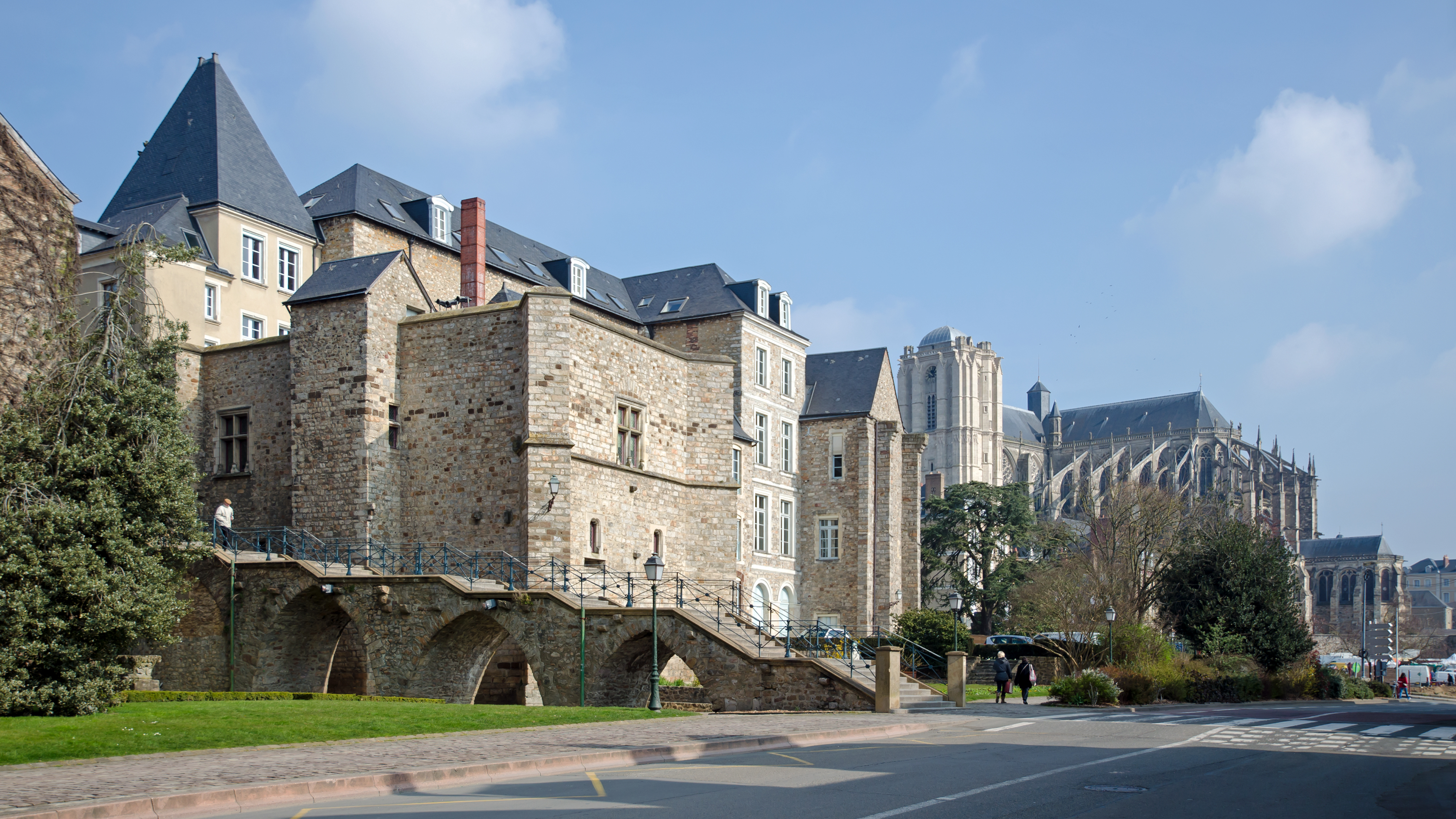
Le palais des comtes du Maine au Mans.

- Au IXe siècle, le Maine est composé des condita — subdivisions — suivantes : condita de Saosnes, c. de Cormes, c. de Ceaucé, c. de Beaufay, c. de Javron, c. de Jublains, c. de Sougé, c. de Vivoin.
- Au XIe et au début du XIIe siècle, une partie du Maine (le Saosnois) appartient à la famille de Bellême et les comtes du Maine ne purent jamais contrôler durablement leur seigneurie.
- Du XIe au XIVe siècle, la famille de Beaumont-au-Maine détient la vicomté de Beaumont, Fresnay et Sainte-Suzanne. Hubert II de Beaumont résiste victorieusement durant quatre ans (1083-1086) à un siège de Guillaume le Conquérant à Sainte-Suzanne (Mayenne).

- Un acte de 1484, signale que, à cette date, la baronnie de Mondoubleau relevait du comté du Maine.